# Herpesvirus saimiri
Das Herpesvirus saimiri (HVS, auch Herpesvirus saimiri 2, Totenkopfaffen-Herpesvirus 2, Saimirines Herpesvirus 2, englisch Saimiriine gammaherpesvirus 2, SaHV-2; Spezies Rhadinovirus saimiriinegamma2) ist ein Virus aus der Gattung Rhadinovirus, dass 1968 bei der Kultivierung von primären Nierenzellen eines Totenkopfäffchens (Saimiri sciureus) identifiziert wurde. Das SaHV-2 ist die Typspezies der später definierten Virusgattung. Ungewöhnlich war seine Eigenschaft, in anderen Affen ein Malignes Lymphom auszulösen. Bei einer artübergreifenden experimentellen Infektion von Nachtaffen kam es auch hier zu einem Lymphom und einer lymphatischen Leukämie.
Ausgehend von dieser Eigenschaft als Tumorvirus bei Primaten, gilt es in der experimentellen Tumorforschung als wichtiges Modellvirus zur Untersuchung onkogener Eigenschaften anderer Viren wie dem Epstein-Barr-Virus und dem ebenfalls den Rhadinoviren zugehörige Humanen Herpesvirus 8 sowie prinzipieller Mechanismen der Lymphom-Entstehung.

## Virologie
SaHV-2 ist eng verwandt mit dem Herpesvirus ateles (HVA, AtGHV3, Spezies Rhadinovirus atelinegamma2) und dem Herpesvirus ateles Stamm 810 (HAV-810, AtGHV2, Spezies Rhadinovirus atelinegamma2); jedoch weitläufiger mit dem Herpesvirus ateles 1 (HVA1, AtAHV1, Spezies Simplexvirus atelinealpha1, Unterfamilie Alphaherpesvirinae). Diese Viren wurden aus Klammeraffen (Ateles spp.) isoliert.
SaHV-2 besitzt eine Vielzahl von Genen, die in großen Teilen oder vollständig homologen Genprodukten der Wirtszelle entsprechen, so Proteine des Zellzyklus wie das Cyclin D, verschiedene Apoptose-Inhibitoren, Interleukin-17 und andere Cytokine, sowie Proteine des Nukleotid-Stoffwechsels. Transformierende Eigenschaften besitzen besonders die beiden Virusproteine stpC und tip, wobei ersteres durch seine Interaktion mit Ras die Eigenschaften eines Onkogens erfüllt.

## Biologische Eigenschaften

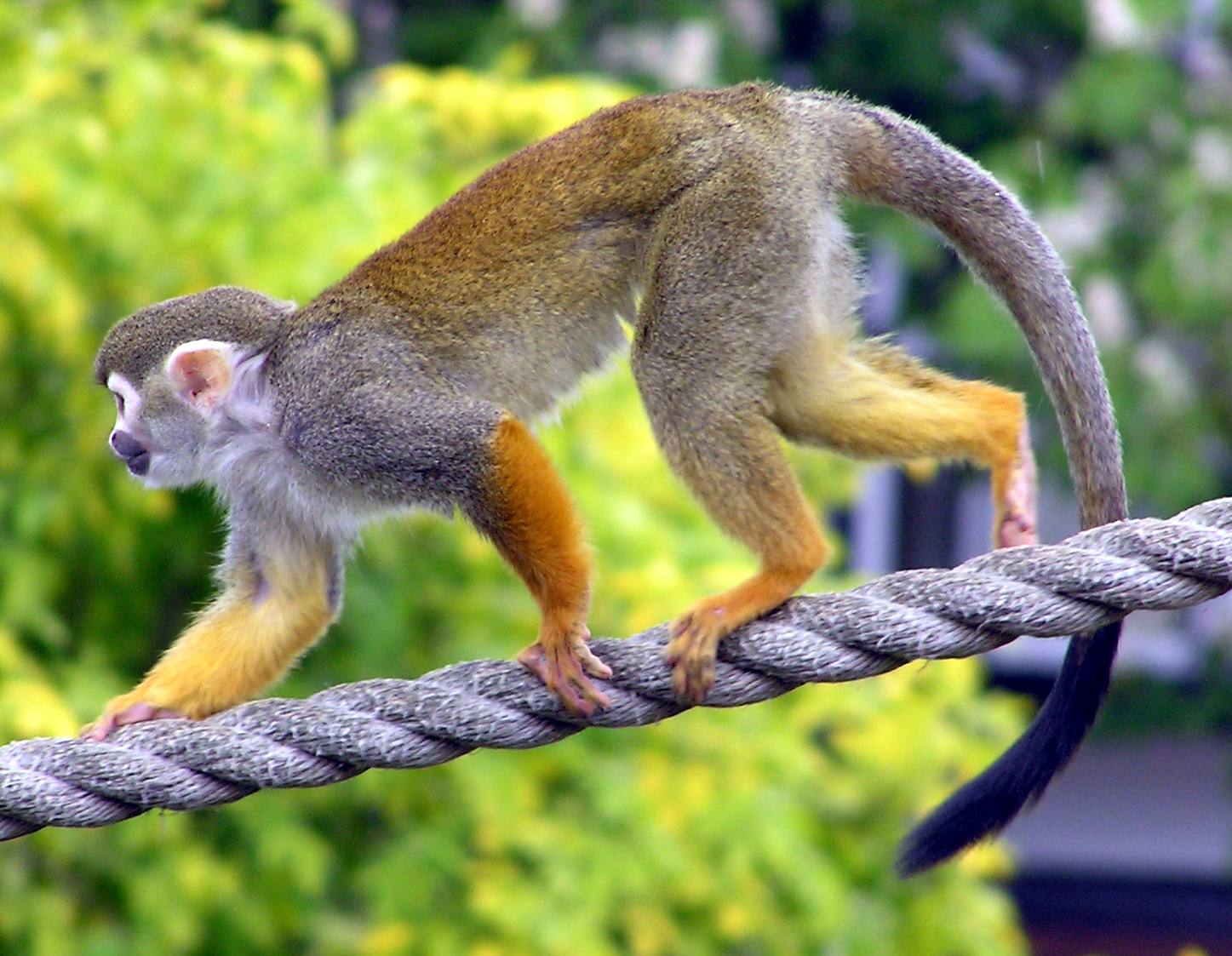
Totenkopfäffchen (Saimiri sciureus)

Das SaHV-2 hat als natürlichen Wirt den Gewöhnlichen Totenkopfaffen des südamerikanische Regenwaldes. Die Tiere infizieren sich natürlicherweise durch Speichelkontakt in den ersten zwei Lebensjahren. Bei dieser Spezies von Neuweltaffen verursacht das SaHV-2 keine Infektionskrankheit, auch sind diese Tiere von keiner lymphatischen Erkrankung betroffen. Das Virus persistiert apathogen lebenslang in T-Lymphozyten.
Bei anderen Neuweltaffen wie Tamarinen (Saguinus spp.), dem Weißbüschelaffen (Callithrix jacchus) und dem Östlichem Graukehl-Nachtaffen (Aotus trivirgatus) kommt es etwa zwei Monate nach experimenteller Infektion mit hohen Virusmengen (intramuskulär oder intravenös) zur Ausbildung eines T-Zell-Lymphoms. Diese artübergreifende Infektion mit SaHV-2 kommt im natürlichen Habitat jedoch nicht vor.
Auch bei der experimentellen Infektion von Altweltaffen wie Rhesusaffen (Macaca mulatta) und Javaneraffen (Macaca fascicularis) kommt es nach wenigen Wochen zur Erkrankung. Aufgrund unterschiedlicher Virulenz konnten drei verschiedene Gruppen (A, B und C) von Isolaten des SaHV-2 unterschieden werden. In der Zellkultur sind humane T-Lymphozyten produktiv infizierbar.